# حسين العجي علي العواضي
حسين العجي علي العواضي
- - الاسم:** اللواء حسين العجي علي العواضي
  - الميلاد:** 1961 م، الجريبات، مديرية العبدية، محافظة مأرب، اليمن
  - القبيلة:** ينتمي لقبيلة آل عواض المعروفة
  - الحالة الاجتماعية:** متزوج وله 8 أبناء (4 ذكور و4 إناث)

الحياة التعليمية والعسكرية
- **التعليم الابتدائي:** تلقى تعليمه الابتدائي في مديرية الجوبة بمحافظة مأرب.
- **الالتحاق بالجيش:** انضم إلى اللواء الخامس مشاة الذي كان يقوده اللواء نصار علي حسن، قائد الانقلاب الفاشل للناصريين في 15 أكتوبر 1979 م.
- **النزوح إلى الجنوب:** بعد فشل الانقلاب، نزح العواضي مع عدد من القيادات العسكرية والسياسية إلى جنوب اليمن.
- **التعليم العسكري:** التحق بالكلية العسكرية في عدن وتخرج منها عام 1980 برتبة ملازم.
- **المشاركة في حروب المناطق الوسطى:** انضم إلى صفوف الجبهة الوطنية وشارك في النزاعات المسلحة خلال تلك الفترة.
المسيرة العسكرية والسياسية
العودة إلى الشمال
بعد المصالحة الوطنية في أوائل الثمانينيات، عاد إلى شمال اليمن وتم تعيينه قائداً لمعسكر الاستقبال في بيريم باللواء الثاني مدرع.
- **العلاقات السياسية:** نسج العواضي علاقات قوية مع عدد من الشخصيات السياسية والعسكرية، كان أبرزها الرئيس السابق عبدربه منصور هادي، مما مكنه من لعب دور بارز في حل الأزمات في مناطق مثل عمران والجوف وصنعاء.
- **الاستقلالية والجرأة:** عُرف العواضي باستقلاليته وجرأته في التعبير عن آرائه، وحرصه على الوقوف على مسافة واحدة من جميع الأطراف السياسية.
1. 1.     1. المناصب البارزة

-محافظ محافظة الجوف (محافظة) (2014):
شغل منصب محافظ الجوف خلال الفترة الانتقالية في عهد الرئيس عبدربه منصور هادي.
- **التعيين مرة أخرى كمحافظ للجوف (2024):** في أغسطس 2024، عُيَّن مجدداً كمحافظ لمحافظة الجوف من قبل رئيس المجلس الرئاسي، وهو منصب يُتوقع أن يواجه فيه تحديات بسبب الاستقطاب والصراع المستمر في البلاد.
الدور القيادي
تميز اللواء حسين العجي العواضي بقدرته على قيادة محافظة حساسة كالجوف، نظراً لمهاراته في بناء التوافقات والوقوف على مسافة متساوية من مختلف الأطراف السياسية، ما يجعله مؤهلاً للتعامل مع التحديات السياسية والاجتماعية في هذه المرحلة المعقدة من تاريخ اليمن.
1. ↑  "قرار جمهوري بتعيين محافظ لمحافظة الجوف". presidentalalimi.net. مؤرشف من الأصل في 2024-02-23. اطلع عليه بتاريخ 2024-08-28.
2. ↑  "قرار جمهوري بتعيين محافظ لمحافظة الجوف". وكالة الانباء اليمنية  Saba Net :: سبأ نت (بالإنجليزية). Archived from the original on 2023-03-13. Retrieved 2024-08-28.